# Gordona
Gordona (Gùrduna in dialetto chiavennasco) è un comune italiano di 1 970 abitanti della provincia di Sondrio in Lombardia. Il comune è situato a ovest del capoluogo.

## Storia
Da Gordona, in epoca romana, passava la via Spluga, strada romana che metteva in comunicazione Milano con Lindau passando dal passo dello Spluga.
Con l'approvazione della legge regionale 6 novembre 2015, n. 35 della Regione Lombardia l'ex comune di Menarola è stato fuso per incorporazione nel comune di Gordona, restaurando la situazione precedente a una decisione dei Grigioni del XVIII secolo.

### Simboli
Lo stemma e il gonfalone sono stati concessi con decreto del presidente della Repubblica del 5 giugno 2001.
Il gonfalone è un drappo partito di rosso e di bianco.

## Monumenti e luoghi d'interesse
- L'ex comune di Menarola ora frazione di Gordona
- La torre di Segname o Signame e la Ca' Pipeta
- La chiesa parrocchiale dei Santi Martino ed Elisabetta
- Il torrente Boggia che scorre nella selvaggia val Bodengo

## Società

### Evoluzione demografica
Abitanti censiti

## Turismo

### Escursionismo alpino
Interessante meta turistica è il rifugio Forcola, in val Crezza, posto a 1838 m s.l.m. con 12 posti letto, con possibilità dell'ascesa al Piz della Forcola e al monte Pizzaccio.